# 駿河信用金庫
駿河信用金庫（するがしんようきんこ）は、かつて静岡県御殿場市にあった信用金庫。沼津信用金庫と合併した。

## 沿革
- 1950年5月15日　駿河信用組合として設立。
- 1953年　信用金庫に転換、駿河信用金庫に改組。
- 2008年1月15日　沼津信用金庫と合併。存続金庫は沼津信用金庫。